# Good to Be Bad
| Recensione       | Giudizio |
| ---------------- | -------- |
| AllMusic         |          |
| The Guardian     |          |
| PopMatters       |          |
| Record Collector |          |

Good to Be Bad è il decimo album in studio del gruppo musicale britannico Whitesnake, pubblicato il 21 aprile 2008 dalla SPV GmbH.
Si tratta del primo disco interamente di inediti degli Whitesnake dopo oltre un decennio, dai tempi di Restless Heart del 1997, senza includere le quattro tracce nuove registrate per l'album dal vivo Live... In the Shadow of the Blues nel 2006. Ha ottenuto grande successo, entrando nella top 20 in diversi paesi e raggiungendo il settimo posto in classifica nel Regno Unito.
Nel novembre del 2008 è stato votato come miglior album dell'anno dalla rivista Classic Rock.

## Tour
Poco prima dell'uscita dell'album, la band ha dato inizio al tour mondiale il 23 marzo 2008 a Wellington, in Nuova Zelanda. Successivamente si è spostata in Sud America, Europa, Giappone e Nord America. Il tour è arrivato a toccare 40 paesi diversi. La serie di concerti si è conclusa il 14 giugno 2009 al Download Festival di Donington Park. Durante il tour sono state presentate dal vivo sette canzoni del nuovo album. L'ex chitarrista della band Adrian Vandenberg è salito sul palco come ospite speciale in occasione di due concerti.

## Tracce
Testi e musiche di David Coverdale e Doug Aldrich, eccetto dove indicato.
1. Best Years – 5:16
2. Can You Hear the Wind Blow – 5:03
3. Call on Me – 5:01
4. All I Want All I Need – 5:40
5. Good to Be Bad – 5:13
6. All for Love – 5:13
7. Summer Rain – 6:10
8. Lay Down Your Love – 6:01
9. A Fool in Love – 5:50
10. Got What You Need – 4:15
11. 'Til the End of Time – 5:32

Tracce bonus dell'edizione giapponese
1. All for Love (assolo di chitarra di Doug Aldrich) – 5:20
2. Summer Rain (versione acustica) – 5:21

CD bonus dell'edizione speciale
1. Summer Rain (versione acustica) – 5:21
2. All I Want All I Need (versione radiofonica) – 3:58
3. Take Me with You (live) – 7:51
4. Ready to Rock (video musicale) – 4:19

## Formazione
- David Coverdale – voce
- Doug Aldrich – chitarre, cori
- Reb Beach – chitarre, cori
- Uriah Duffy – basso, cori
- Timothy Drury – tastiere, cori
- Chris Frazier – batteria

## Classifiche
| Classifica (2008)          | Posizione massima |
| -------------------------- | ----------------- |
| Austria                    | 11                |
| Belgio (Fiandre)           | 70                |
| Belgio (Vallonia)          | 75                |
| Brasile                    | 36                |
| Canada                     | 23                |
| Danimarca                  | 18                |
| Finlandia                  | 5                 |
| Francia                    | 69                |
| Germania                   | 6                 |
| Giappone                   | 12                |
| Italia                     | 57                |
| Norvegia                   | 5                 |
| Paesi Bassi                | 33                |
| Regno Unito                | 7                 |
| Regno Unito (rock & metal) | 1                 |
| Repubblica Ceca            | 26                |
| Scozia                     | 6                 |
| Stati Uniti                | 62                |
| Stati Uniti (hard rock)    | 7                 |
| Stati Uniti (independent)  | 8                 |
| Stati Uniti (rock)         | 18                |
| Svezia                     | 10                |
| Svizzera                   | 15                |
| Ungheria                   | 8                 |